# Paracas (città)
Paracas (dal quechua paraq = vento con pioggia) è una città portuale della costa centrale peruviana, capitale dell'omonimo distretto pisqueño.

## Ubicazione
Si trova all'est di una piccola baia, a nord della penisola di Paracas, 22 km a sud di Pisco. Dista 75 km da Ica e 261 km da Lima. Il suo clima ha una temperatura media annuale di 22 °C ed è per la maggior parte dell'anno soleggiato. È un territorio molto ventoso le cui fortissime correnti d'aria possono sollevare sabbia, fenomeno conosciuto col nome di paracas; il vento in questi casi ha una velocità media di che va dai 15 km/h a punte massime di 32 km/h.

## Storia
Il 7 di Settembre del 1820, in questa città si verificò lo sbarco di sei navi dell'Esercito Liberatore, sotto il comando del generale José de San Martín come parte della Spedizione Libertatrice del Perú (si veda: Sbarco di San Martín)

## Attrazioni turistiche
Le principali attrazioni di questa località balnearia sono il suo clima confortevole, la Spiaggia Rossa, le sue residenze a bordo del mare, il club nautico, l'hotel e i suoi ristoranti di tipica cucina peruviana marina a base di pesce e frutti di mare.
Dal suo porto di pesca, si iniziano le escursioni per visitare le Isole Ballestas e le isole Chincha. Nel territorio interno si trova anche la Riserva nazionale di Paracas.
Appena fuori dalla città si può ammirare un geoglifo imponente, chiamato Candelabro di Paracas.

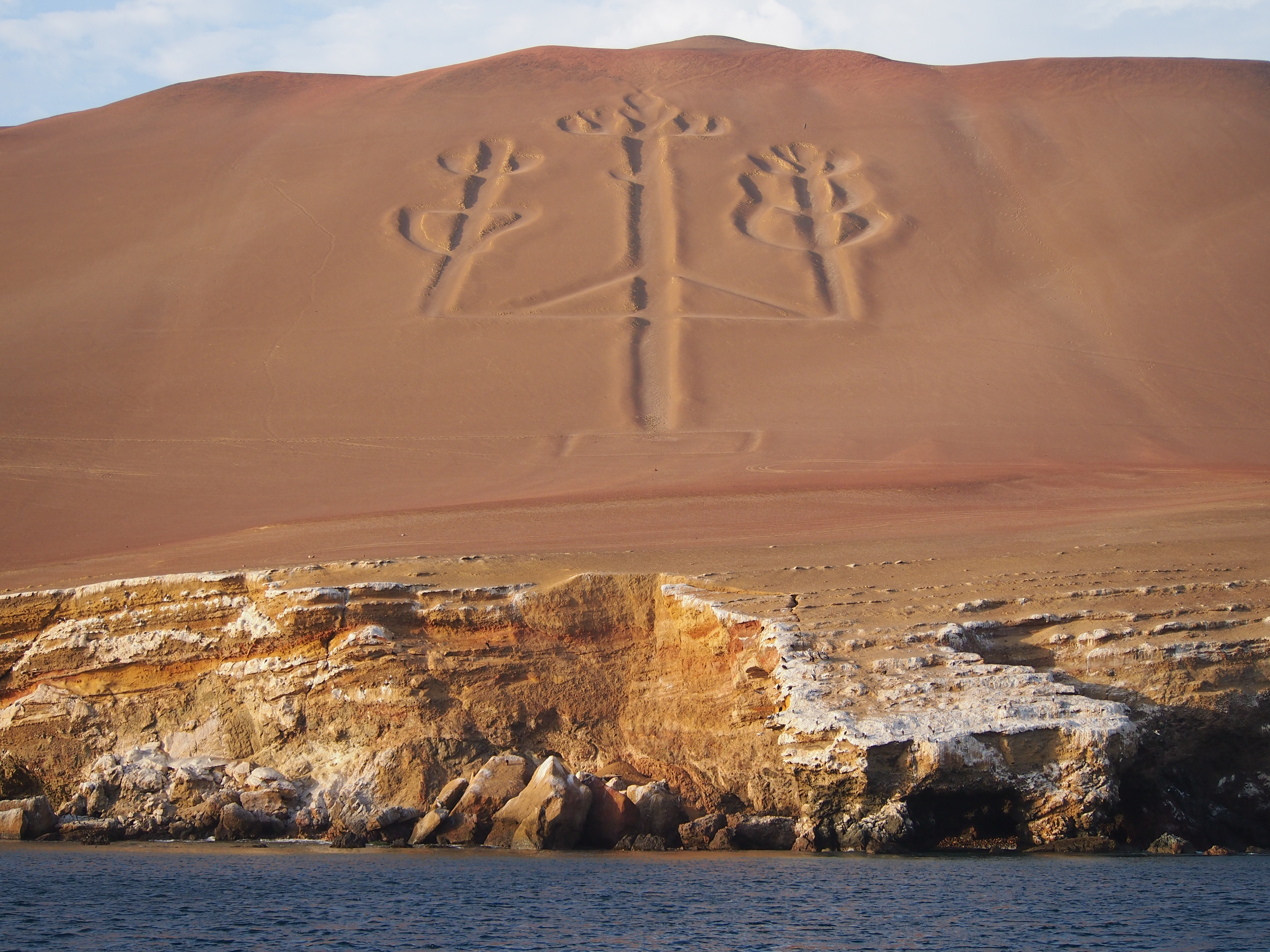
Candelabro di Paracas
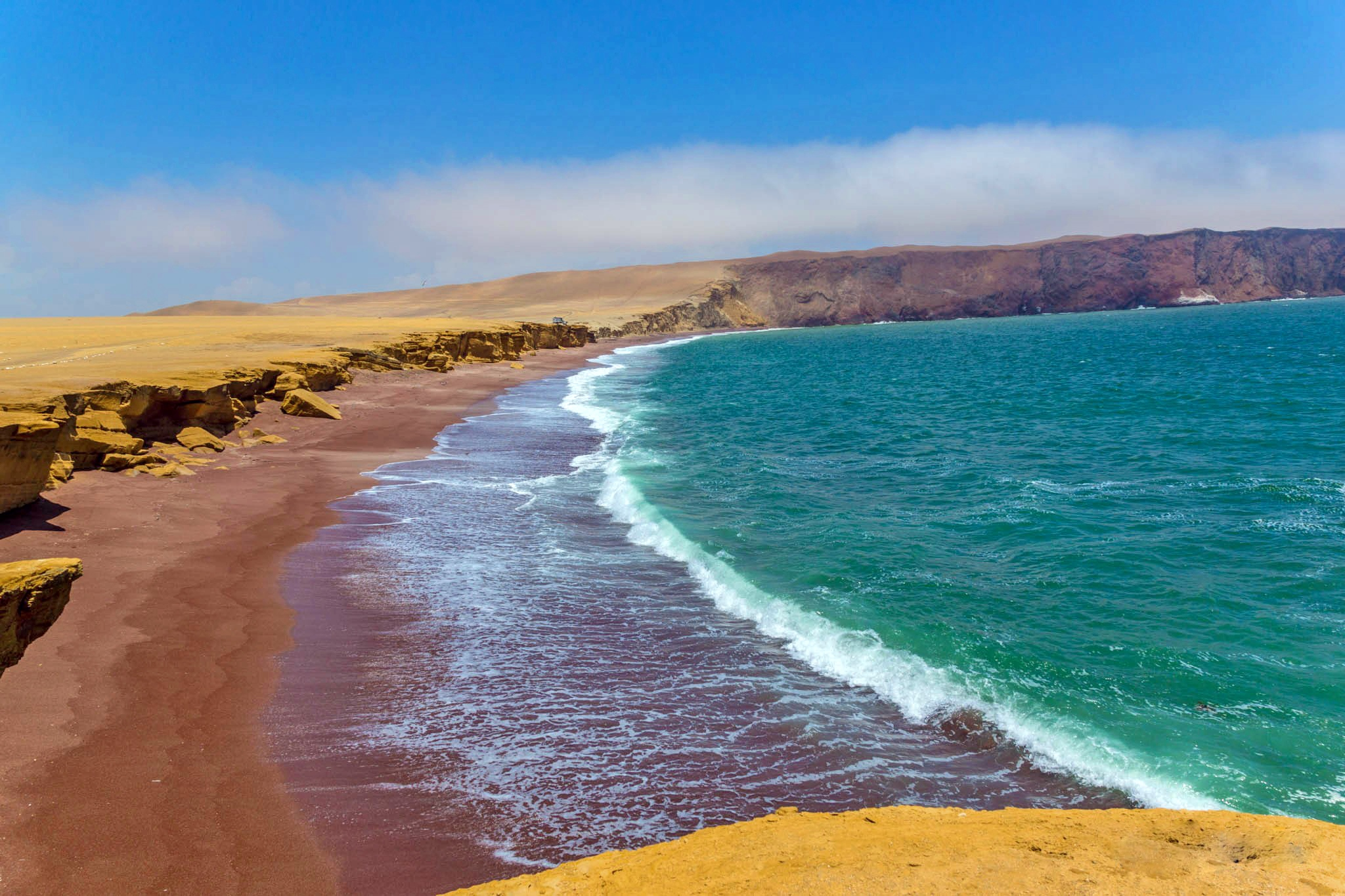
Spiaggia Rossa di Paracas
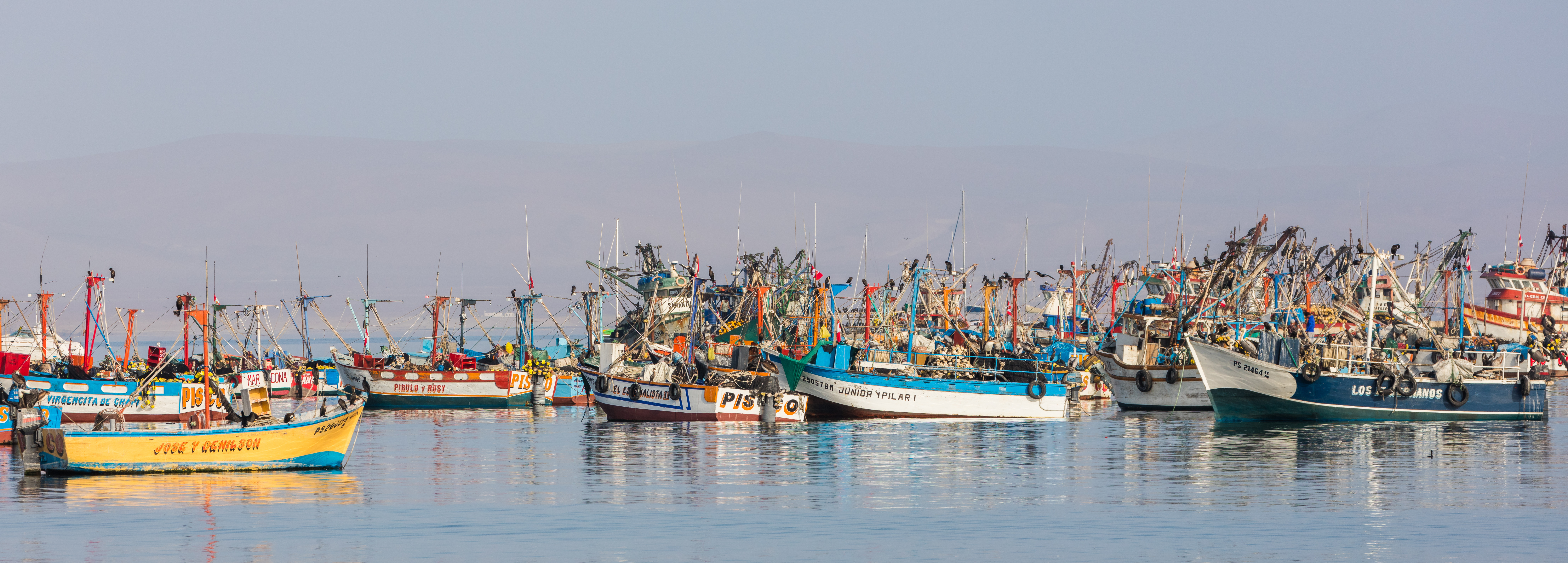
Porto di Paracas